# Steady Nerves
Albums de Graham Parker and the Shot
The Real Macaw
(1983) The Mona Lisa's Sister
(1988)
Steady Nerves est un album de Graham Parker, accompagné d'un groupe éphémère, The Shot, sorti en 1985 sur le label Elektra Records.

## Liste des pistes
| No  | Titre                            | Auteur        | Durée |
| --- | -------------------------------- | ------------- | ----- |
| 1.  | Break Them Down                  | Graham Parker | 4:29  |
| 2.  | Mighty Rivers                    | Parker        | 3:24  |
| 3.  | Lunatic Fringe                   | Parker        | 3:20  |
| 4.  | Wake Up (Next to You)            | Parker        | 5:14  |
| 5.  | When You Do That to Me           | Parker        | 3:43  |
| 6.  | The Weekend's Too Short          | Parker        | 4:11  |
| 7.  | Take Everything                  | Parker        | 3:10  |
| 8.  | Black Lincoln Continental        | Parker        | 3:18  |
| 9.  | Canned Laughter                  | Parker        | 2:25  |
| 10. | Everyone's Hand Is on the Switch | Parker        | 3:32  |
| 11. | Locked Into Green                | Parker        | 2:30  |

## Personnel
- Graham Parker – chant, chœurs, guitare rythmique
- Brinsley Schwarz - guitare solo, chœurs
- George Small - claviers
- Kevin Jenkins - guitare basse
- Michael Braun - batterie